# Magda Balsam
Magda Balsam (* 20. September 1996 in Sztum, Polen) ist eine polnische Handballspielerin, die dem Kader der polnischen Nationalmannschaft angehört.

## Karriere

### Im Verein
Balsam spielte in ihrer Jugend bei Bellator Ryjewo. Anschließend wechselte die Außenspielerin zu Vistal Gdynia, deren Erstligakader sie angehörte. Nachdem Balsam im Jahr 2015 für drei Monate an den Verein Sambor Tczew ausgeliehen wurde, schloss sie sich im Sommer 2015 dem polnischen Erstligisten Start Elbląg an. Nachdem Balsam vier Jahre für Start Elbląg aktiv gewesen war, schloss sie sich dem Erstligaaufsteiger JKS Jarosław an. Balsam erzielte in der Saison 2019/20 insgesamt 132 Treffer in 20 Erstligaspielen, womit sie den zweiten Platz in der Torschützenliste belegte. Anschließend wechselte sie zum Ligakonkurrenten MKS Lublin. Nach einer Saison in Lublin kehrte sie zum JKS Jarosław zurück. In der Saison 2022/23 stand sie beim deutschen Bundesligisten TuS Metzingen unter Vertrag. Anschließend wechselte sie zum polnischen Erstligisten MKS Lublin. Seit der Saison 2025/26 läuft sie für den rumänischen Erstligisten CSM Slatina auf.

### In Auswahlmannschaften
Balsam gab am 17. März 2017 ihr Debüt für die polnische Nationalmannschaft gegen die belarussische Auswahl. Mit Polen nahm sie an der Weltmeisterschaft 2021 teil. Balsam erzielte im Turnierverlauf 15 Treffer. Im darauffolgenden Jahr nahm an der Europameisterschaft teil, in deren Verlauf sie sieben Tore warf. Bei der Weltmeisterschaft 2023, bei der Polen den 16. Platz belegte, warf sie 29 Tore.